# キヨノサチコ
キヨノサチコ（1947年〈昭和22年〉 - 2008年〈平成20年〉6月19日、本名：清野 幸子）は日本の絵本作家。

## 来歴
東京都出身。1976年（昭和51年）、絵本作家として『ノンタンぶらんこのせて』でデビュー。『ノンタン』シリーズは40巻2800万部が発行され、彼女の代表作となった。キヨノと共にノンタンの制作をサポートした大友康匠と結婚したが、別居を経て離婚。ノンタンの権利をめぐって大友と裁判になった（ノンタン絵本裁判）。裁判の後、アメリカ合衆国に移住。しかし、病気を患い、治療のため日本国内の病院へ移る。2008年6月19日、脳腫瘍のため60歳で亡くなった。彼女の死は「私がいなくなっても、ノンタンは元気に生き続けるから」という本人の希望で伏せられたため、2008年12月にマスメディアによって伝えられるまで明かされなかった。

## 主な作品
- 『ノンタン』シリーズ
- 『トムトム☆ブー』シリーズ